# Balma d'en Marimon i Casulleres
La Balma d'en Marimon i Casulleres, també anomenada Balma de Cal Perdiu, és una balma situada a la serra de Rubió, al nord del municipi de Rubió, l'Anoia. És coneguda per ser l'amagatall de la colla dels bandolers Marimon i Casulleres, els quals donen nom a la cova.
És una balma gran, d'uns 50 m² i una alçada que va des d'uns dos metres a l'entrada a 25 cm al fons, que s'endinsa a la muntanya uns 10 metres des de l'entrada. La balma és envoltada d'una frondosa pineda de pinassa (Pinus nigra), tot i que hi ha moltes altres espècies d'arbre que fan que no sigui visible des de lluny i quedi totalment camuflada. En èpoques plujoses hi ha molta humitat dins la balma, amb estalactites en formació que deixen anar gotes d'aigua.
L'accés directe a la balma només és possible a peu, a través d'un sender que comença a escassos metres de la masia de Cal Perdiu, la qual es troba a menys d'un quilòmetre de la balma. No obstant això, és possible l'accés en cotxe fins a la masia, a través d'un camí de grava que parteix de la carretera BV-1031. La ruta traçada més concorreguda d'accés a la balma parteix del refugi Mas del Tronc, per on hi passa el sender de llarg recorregut GR-7. Es tracta d'una ruta circular que també concorre el parc eòlic de Rubió, pròxim a la balma. L'església de Sant Martí de Maçana també hi és propera.